# 金澤 (成化進士)
金泽（1435年—1513年），字德润，祖籍浙江鄞县（今屬寧波市），应天府江宁县人，明朝官员。成化丙戌進士，弘治末年官至南京都察院右都御史。

## 生平
應天府鄉試第七十七名，成化二年（1466年），登丙戌科进士。成化七年，授刑部云南司主事。成化十年，升湖广司员外郎。成化十二年，升四川司郎中。成化十三年，丁忧。成化十六年，除服后，补南京兵部职方司郎中。
成化十九年（1483年），升四川右参议。成化二十三年，升右参政，任播州宣慰厚馈。以都察院右副都御史，巡抚南贛。
弘治十二年（1499年），升南京刑部右侍郎。弘治十五年，改南京兵部右侍郎。弘治十八年，升南京都察院右都御史，掌院事。正德元年（1506年），致仕。正德八年（1513年）卒。

## 家族
曾祖父金惠得。祖父金仲廣。父金存節。母秦氏，继母陳氏。具庆下。弟澄、濂、治。